# Joseph-Alexandre Le Turquier de Longchamp
 (mars 2024).
Joseph-Alexandre Le Turquier de Longchamp,  né le 6 novembre 1748 à Bois-Héroult (aujourd'hui en Seine-Maritime) et mort le 2 octobre 1829 à Rouen, est un prêtre et botaniste français .

## Biographie

### Enfance, jeunesse et formation
Joseph Alexandre Le Turquier, sieur de Longchamp, est garde du corps et écuyer du prince de Soubise. Il a deux fils et deux filles. Les deux fils entrent dans les ordres. L’ainé, Joseph Alexandre Le Turquier de Longchamp, fait sa philosophie et sa théologie au petit séminaire de Saint Nicaise de Rouen,  où il est reçu boursier sur la recommandation du prince de Soubise, baron de Préaux. 
Il est ordonné prêtre en 1775 en la paroisse de Butot (Seine-Maritime), près de Clère. En janvier 1777, il est nommé à la paroisse de Colmare (Seine-Maritime), près de Cailly, dont le curé est Jacques de Monsures, vieillard paralytique fort aimé de ses paroissiens. À la mort de ce dernier, l’abbé Le Turquier de Longchamp est nommé à la cure de Colmare, sur lettres de présentation du roi Louis XVI du 16 juillet 1780.  	
Durant cette affectation, il étudie les langues et les sciences, notamment la botanique, qui devient pour lui une véritable passion. Il cherche à connaître les vertus des plantes pour soigner les pauvres de la paroisse. Il acquiert ainsi la confiance de ses paroissiens qui, en 1790, l'élisent maire de Colmare.   	

### La période révolutionnaire
En 1791, après qu'a été votée la Constitution civile du clergé, il refuse de prêter serment. Pour éviter d'être condamné comme prêtre réfractaire, il choisit l'exil en Angleterre. Il se dirige d’abord vers la Belgique, la Westphalie et la Hollande où il est arrêté par les avant-postes de l’armée française. Il avoue sa qualité de prêtre déporté et l'officier républicain, après un long interrogatoire, lui fournit un sauf-conduit. Il séjourne quelque temps à La Haye et  passe enfin en Angleterre où il est attaché à la maison du comte de Provence, le futur Louis XVIII.   	

### Un exil fécond outre-Manche
Ce séjour lui permet de se consacrer à l'apprentissage des langues et de perfectionner ses connaissances en botanique. À Londres, le jardin de Curtis fascine l'abbé de Longchamp par ses nombreuses plantes exotiques. L’herbier de Charles Linné, conservé dans cette ville, devient son objet d’études favori. L'abbé complète les descriptions souvent succinctes du maître suédois. En 1800, il rentre en France avec toute la collection des plantes cueillies pendant son exil, d’autant plus précieuse qu’il a pris le soin de confronter les espèces qu’elles renferment avec l’herbier de Linné. Hélas la douane française la confisque pour l'examiner et, finalement, l'égare. Profondément affecté par la perte du fruit d'années entières de travail, l'abbé songe un instant à renoncer à l’étude de la botanique. 

### Un pionnier de la botanique en Normandie
L'abbé Le Turquier de Longchamp est le premier botaniste normand  à répertorier toutes les plantes de la région, du Tréport à Gisors, en passant par Mantes, Vernon, Évreux, Bernay et Pont-Audemer. Le tout est est rassemblé sous le nom de Flore des environs de Rouen et paraît en 1816.   
Il est élu à l'Académie de Rouen en 1814. Son discours d'entrée est resté mémorable: « Les  végétaux doivent être  considérés comme des êtres distincts [...] Quoi que  les plantes soient dépourvues  de  sensation et privées  de locomobilité, elles doivent être considérées comme des êtres vivants car, comme le dit Linné, elles vivent comme des animaux, elles naissent et se nourrissent,elles acquièrent de l’âge, elles ont du mouvement, de  la  propulsion,  elles  sont  sujettes  à  des  maladies,  elles  meurent,  on  peut  en  faire l’anatomie, elles ont une organisation...».  
Il entretient une correspondance avec le marquis de Lafayette, passionné lui aussi de botanique, et s'intéresse toujours aux travaux du grand botaniste suédois Charles Linné, dont il adopte la classification et la méthode. 
Joseph Alexandre Le Turquier de Longchamp fait planter des arbres « à l'anglaise » à Bois-Héroult pour le compte du marquis Jacques Alphonse de Civille : cèdres, séquoias, hêtres pourpres… Ce parc est devenu le parc du Domaine de Bois-Héroult, de 7 ha, inscrit à l’Inventaire supplémentaire des Monuments Historiques.  
Il s'installe à l'Hospice-général de Rouen, où il retrouve son intérêt pour la botanique et commence à reconstituer son herbier. On pense son œuvre perdue, mais à sa mort, son herbier est récupéré par la Société des Amis des Sciences Naturelles de Rouen. Il sera finalement détruit pendant les bombardements de la Seconde guerre mondiale. 
Une Association des amis de Le Turquier de Longchamp est créée en juillet 2012.  		

## Publications
- "La Flore des environs de Rouen". Lire sur Gallica
- Le Turquier De Longchamp et Levieux, Concordance des figures de plantes cryptogames de Dillen, Micheli, Tournefort, Vaillant et Bulliard, avec la nomenclature de De Candolle, Smith, Acharius et Persoon. Rouen. 1820. 8. Lire en ligne [archive]
- «Catalogue de mes arbres étrangers au Bois Heroult », daté  de «1775», liste exhaustive de tous les arbres  plantés par le Marquis de Civille sous la dictée de Le Turquier de Longchamp.